# ستوبیتسا (لازارواتس)
ستوبیتسا صربی: Stubica) یک منطقهٔ مسکونی در صربستان است که در لازارواتس واقع شده‌است.